# لی‌لی وود
لی‌لی وود و پریک (به انگلیسی: Lilly Wood and the Prick) یک گروه موسیقی آلترنتیو، پاپ و فولک اسرائیلی فرانسوی است، که متشکل از نوازندگانی شامل نیلی هادیدا (خواننده) و بنجامین کوتو (گیتاریست) است. این گروه که در سال ۲۰۰۶ شکل گرفت برای اجرای تک ترانه «مناجات در سی» شناخته شده‌است که یکباره دیگر در سال ۲۰۱۴ توسط دی‌جی آلمانی، رابین اسکولز به صورت ریمیکس پخش شد. این ترانه توانست در صدر لیست بهترین‌ها در کشورهای اتریش، بلژیک، فرانسه، آلمان، اسرائیل، ایتالیا، لبنان، هلند، اسپانیا، سوئیس و انگلستان قرار گیرد.